# Holzhausen (Górna Austria)
Holzhausen – gmina w Austrii, w kraju związkowym Górna Austria, w powiecie Wels-Land. Według Austriackiego Urzędu Statystycznego liczyła 820 mieszkańców (1 stycznia 2015).